# 145768 Petiška
145768 Petiška este un asteroid din centura principală, descoperit pe 12 august 1997, de Miloš Tichý și Zdeněk Moravec.